# 張存
張 存（ちょう そん、生没年不詳）は、中国後漢末期の人物。字は処仁。荊州南陽郡の人。

## 経歴
劉備配下。
211年、荊州従事として劉備に付き従い益州に入り、雒城まで遠征した際に広漢太守となった。
張存は兼ねてから、龐統の才をあまり評価していなかった。龐統が矢に当たって亡くなった際、劉備が龐統に賛美と感嘆の言葉を漏らしたのに対し「龐統は忠義を尽くしたため、惜しむべき人物ではありますが、君子の道に反していました」と言った。劉備は「龐統は身を殺して仁を成し遂げたのだ。それをいかんと言うのか」と言って腹を立て、張存を免官とした。
その後、程なく病没した。
詳しい事績は伝わっていないが、季漢輔臣賛によると「計策を立て、また楚の地の優れた人物の一人であった」と褒め称えている。